# Bojkot antyżydowski w Niemczech (1933)
Bojkot antyżydowski w Niemczech (niem. Judenboykott) – ogólnoniemiecka akcja antyżydowska przeprowadzona w 1933 roku w III Rzeszy, polegająca na bojkotowaniu sklepów, przedsiębiorstw i praktyk prowadzonych przez Żydów, często połączona z niszczeniem ich mienia oraz z zastraszaniem osób niebiorących udziału w akcji.

## Historia
Od czasu zwycięskich dla Narodowosocjalistycznej Niemieckiej Partii Robotników (NSDAP) wyborów parlamentarnych do Reichstagu w dniu 5 marca 1933 roku, nasiliły się ataki Sturmabteilung (SA) na Żydów w Berlinie, jak i na terenie całych Niemiec.
Zaledwie kilka dni po wyborach, 13 marca, NSDAP rozpoczęła pierwsze antysemickie wystąpienia przeciwko żydowskim sklepom i sklepikarzom. Akcję rozpoczęto w Berlinie na Kaiserstraße, gdzie zmuszono żydowskich właścicieli sklepów do ich zamknięcia. W drugiej połowie marca dochodziło do dalszych powtarzających się akcji niszczenia mienia oraz blokowania działalności handlowej. 30 marca nowo utworzona rada miejska w Berlinie zadecydowała, aby nie udzielać więcej zamówień dla miasta żydowskim przedsiębiorstwom. Dwa dni później, 1 kwietnia 1933 roku, została przeprowadzona przez bojówki SA szeroko zakrojona akcja na obszarze całej Rzeszy. Polegała ona na wzywaniu ludności do nierobienia zakupów w żydowskich sklepach i niekorzystania z usług żydowskich praktyk, jak między innymi lekarzy czy prawników. Bojówkarze często przy tej okazji grabili sklepy i ich właścicieli z majątku, niekiedy brutalnie ich bijąc, a nawet mordując.
Ta pierwsza ogólnonarodowa akcja antysemicka, nie odniosła jednak szerszego poparcia w społeczeństwie, tak więc akcje były powtarzane, a ich punktem kulminacyjnym była tak zwana „noc kryształowa” z 9 na 10 listopada 1938 roku.

## Galeria

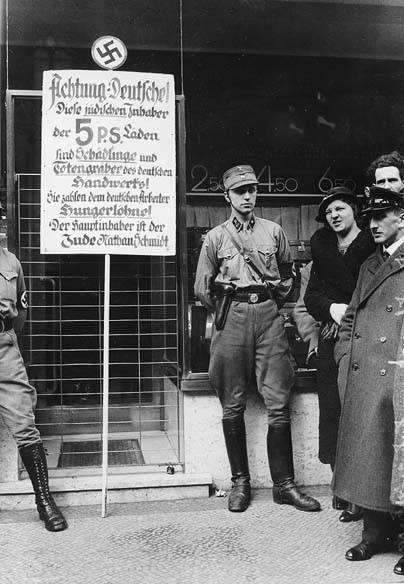
Bojówkarze
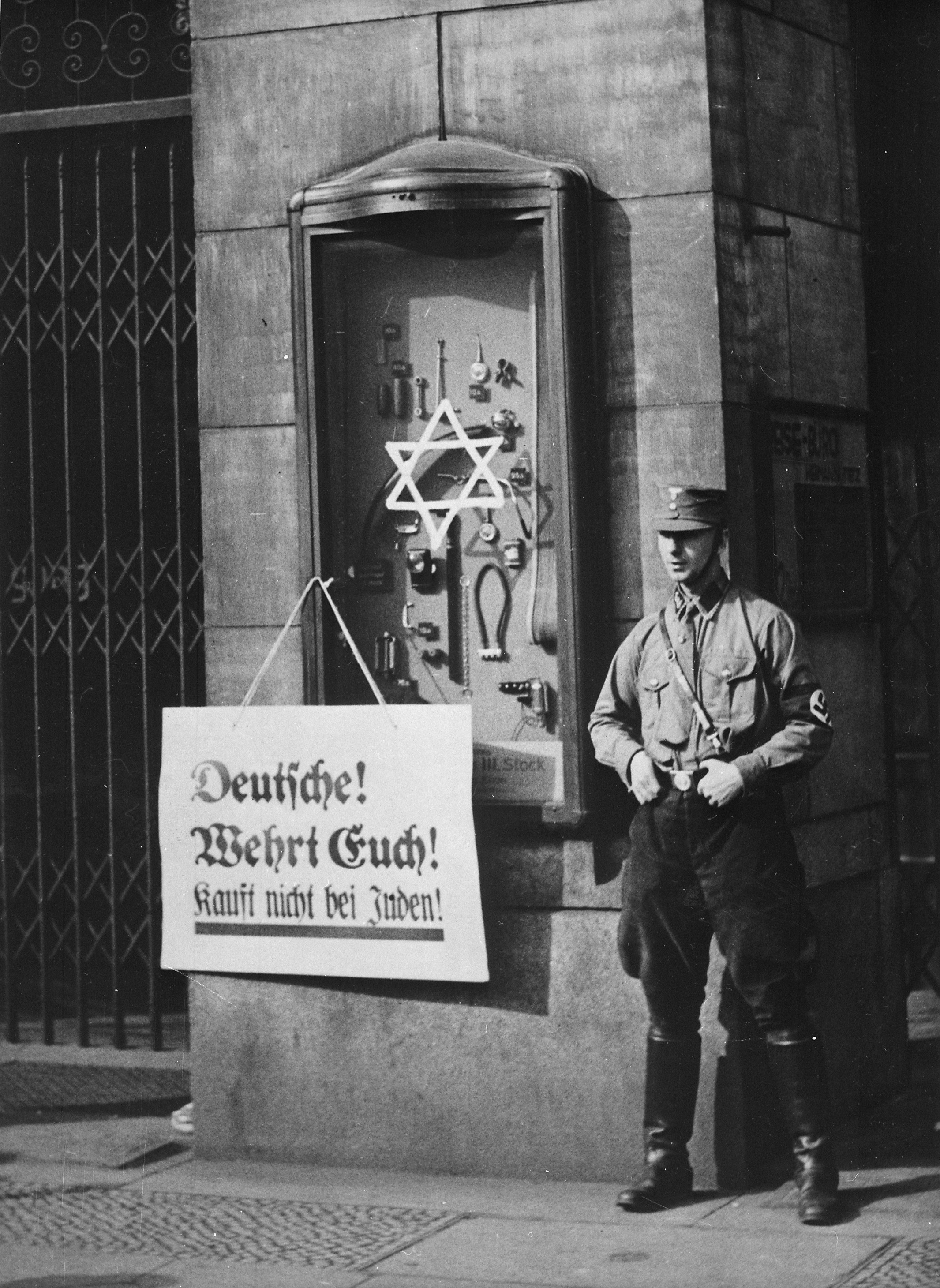
na straży przed sklepem
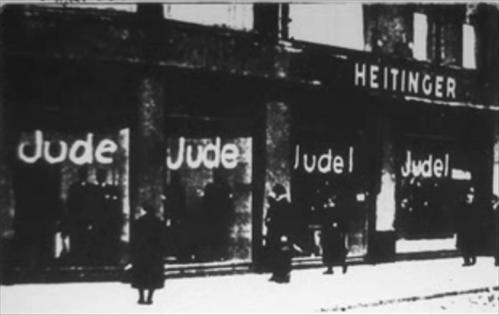
Napisy na szybach „Jude”
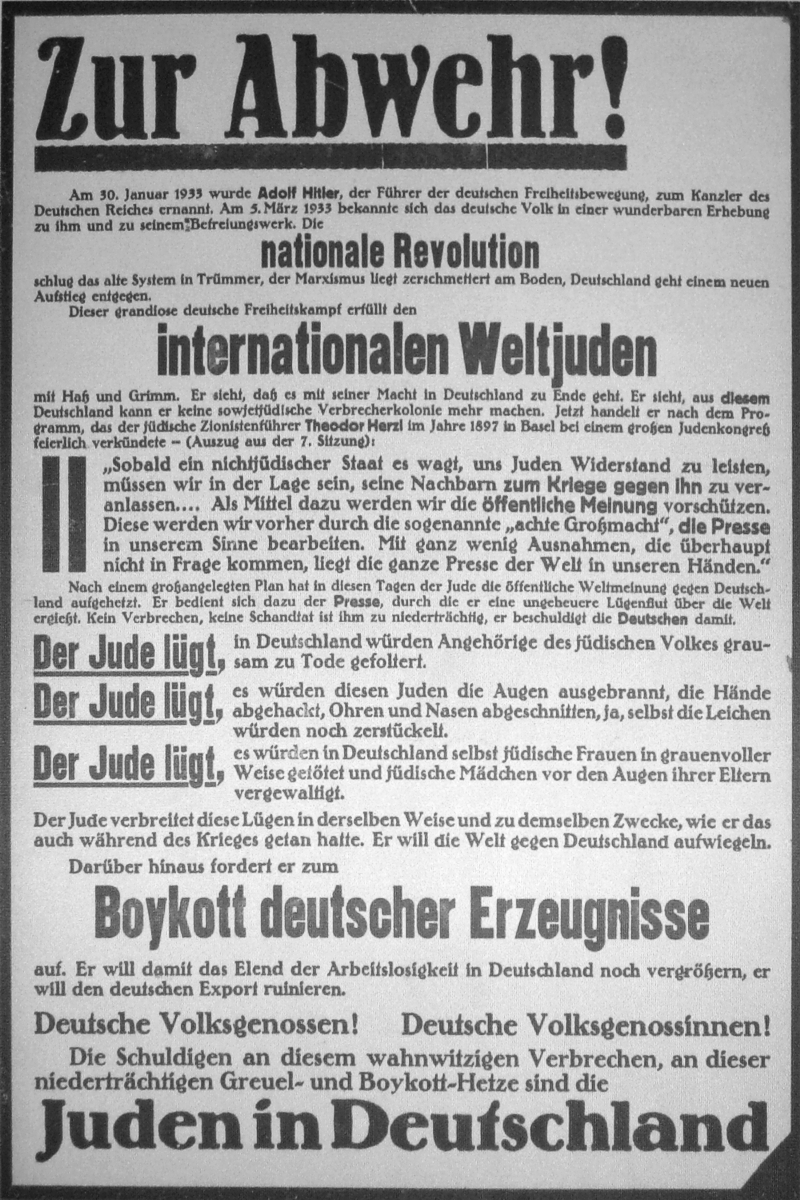
Plakat wzywający do bojkotu
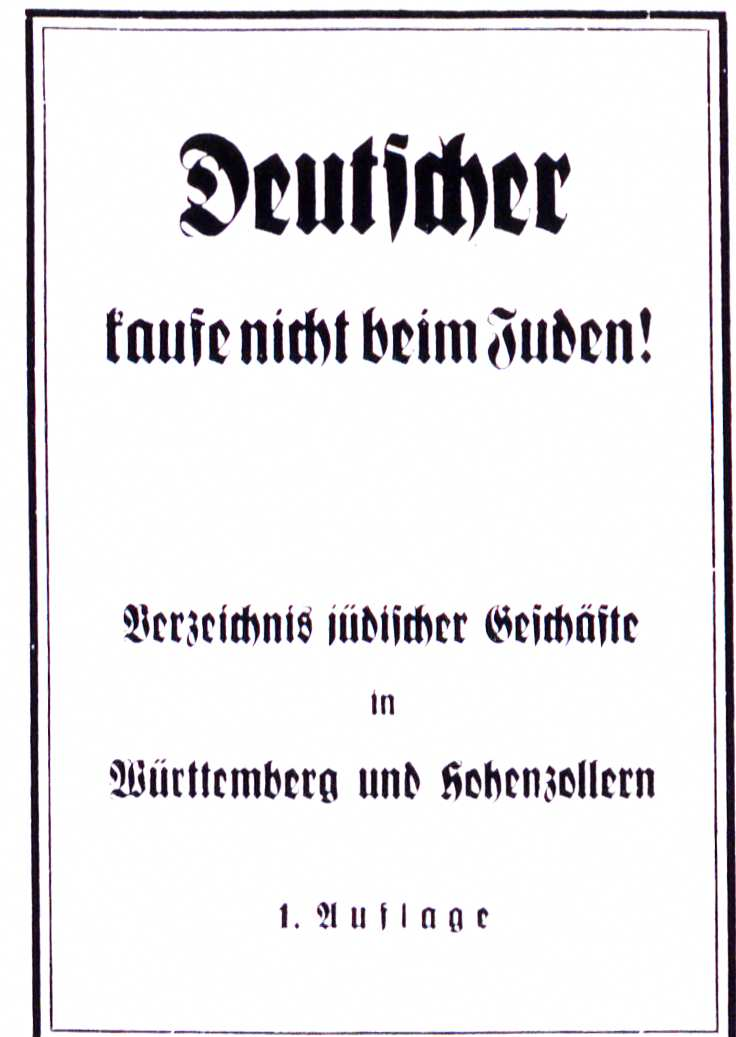
Broszura ze spisem sklepów Żydów